# 梅德韋季夫齊 (穆卡切沃區)
48°33′8″N 22°36′20″E / 48.55222°N 22.60556°E
梅德韋季夫齊（烏克蘭語：Медведівці），是烏克蘭的村落，位於該國西部外喀爾巴阡州，由穆卡切沃區負責管轄，面積1.08平方公里，海拔高度159米，2001年人口470，人口密度每平方公里435.59人。